# Episodi de Le bizzarre avventure di JoJo (quinta stagione)
Le bizzarre avventure di JoJo: Stone Ocean (ジョジョの奇妙な冒険 ストーンオーシャン?, JoJo no kimyō na bōken sutōn ōshan) è la quinta stagione della serie televisiva anime Le bizzarre avventure di JoJo. È stata annunciata il 4 aprile 2021 durante l'evento virtuale "JoJo’s Bizarre Adventure the Animation Special Event".
I primi dodici episodi sono stati pubblicati su Netflix globalmente il 1º dicembre 2021, mentre la trasmissione televisiva è iniziata su Tokyo MX, BS11 ed MBS il 7 gennaio 2022 e su Animax il 22 gennaio. In occasione dell'uscita su Netflix, sono stati resi disponibili dei doppiaggi stranieri in inglese, francese, spagnolo, italiano, tedesco, portoghese e thailandese. La diffusione di un secondo blocco di episodi (13-24) è avvenuta su Netflix il 1º settembre 2022 ed in televisione dal 7 ottobre. La diffusione del terzo e conclusivo blocco di episodi (25-38) è avvenuta su Netflix il 1º dicembre 2022 e in televisione dal 7 gennaio 2023.
La stagione adatta la sesta parte del manga, Stone Ocean. Le sigle di apertura sono Stone Ocean di ichigo dei Kishida Kyoudan & The Akeboshi Rockets (episodi 1-24) e Heaven's Falling Down dei sana (episodi 25-38), mentre la sigla di chiusura è Distant Dreamer di Duffy.

## Lista episodi

### Stone Ocean
| N° | N° tot | Titolo italiano Giapponese 「Kanji」 - Rōmaji | In onda                                          | In onda           |
| N° | N° tot | Titolo italiano Giapponese 「Kanji」 - Rōmaji | Giapponese                                       | Italiano          |
| 1  | 153    | L'oceano di pietra 「石作りの海」 - Sutōn Ōshan | 1º dicembre 2021 (Netflix)7 gennaio 2022 (TV)    | 1º dicembre 2021  |
| 1  | 153    | Nel 2011, dieci anni dopo gli eventi di Vento Aureo, il fidanzato di Jolyne Kujo, Romeo Jisso, investe un pedone. Romeo la convince ad aiutarlo a disfarsi del corpo, ma alla fine viene arrestata per la morte della vittima. Mentre si prepara per il processo, il suo avvocato le dà vari oggetti di sua madre e un ciondolo del suo padre separato, Jotaro Kujo, che contiene un pezzo di una freccia spezzata che le trafigge il dito. Mentre è in custodia cautelare nella prigione di Green Dolphin Street, alias The Aquarium, a Port St. Lucie, in Florida, Jolyne incontra e fa amicizia con un detenuto di nome Ermes Costello. Scopre di poter emettere un lungo e sottile filo dal suo corpo, che può usare per sentire e attaccare le persone da grande distanza. Lo usa per salvare Ermes da due guardie corrotte. Più tardi, l'avvocato di Jolyne la convince a patteggiare per una riduzione della pena, ma finisce per essere condannata a 15 anni di carcere quando si scopre che la vittima era ancora viva al momento dell'incidente, prima di essere eliminata. Scopre poi che il suo avvocato è stato assunto dalla famiglia di Romeo per incastrarla per l'incidente, così usa la sua nuova abilità per strangolare l'avvocato corrotto in autostrada e costringerlo a schiantarsi. |                                                  |                   |
| 2  | 154    | Detenuta FE40536: Jolyne Cujoh 「ストーン・フリー」 - Sutōn Furī | 1º dicembre 2021 (Netflix)14 gennaio 2022 (TV)   | 1º dicembre 2021  |
| 2  | 154    | In prigione, Jolyne condivide la sua cella con Gwess, una prigioniera con drastici sbalzi d'umore che possiede il ciondolo del padre e uno strano uccello domestico. Scopre che l'uccello è un guscio vuoto contenente una guardia carceraria rimpicciolita e deduce che anche Gwess ha acquisito poteri grazie al ciondolo. Gwess rimpicciolisce Jolyne e la costringe a indossare una carcassa di topo in modo che possa intrufolarsi nella sala controllo per disattivare le serrature della prigione e aiutarli a fuggire. Tuttavia, la maggiore distanza da Gwess indebolisce la sua capacità di rimpicciolirsi, facendo sì che Jolyne torni lentamente alle sue dimensioni normali. Sulla via del ritorno, Jolyne viene attaccata dal feroce Stand di Gwess, Goo Goo Dolls, ma riesce a reagire materializzando il proprio Stand. Dopo che Gwess rivela che Ermes le ha venduto il ciondolo, Jolyne costringe la sua compagna di cella a liberarla colpendola brutalmente con il suo Stand, che chiama Stone Free. |                                                  |                   |
| 3  | 155    | Il visitatore: Parte 1 「面会人 その①」 - Menkainin sono 1 | 1º dicembre 2021 (Netflix)21 gennaio 2022 (TV)   | 1º dicembre 2021  |
| 3  | 155    | Gwess dimostra a Jolyne come il denaro e il potere tra i detenuti vengano manipolati in tutta la prigione. Mentre Jolyne si adatta rapidamente al sistema, incontra un misterioso ragazzo vestito con una divisa da baseball, che le dice che riceverà una visita il giorno dopo e di evitare di andare in sala visite. Quando decide di andarci comunque, lui le dà un osso per proteggersi. Jolyne è disgustata nello scoprire che il visitatore è suo padre, Jotaro. Le rivela che un detenuto assassino cieco di nome Johngalli A è stato responsabile dell'incidente d'auto e ha organizzato la sua lunga pena detentiva per vendicarsi di lui per aver ucciso Dio. Jotaro si offre di aiutarla a fuggire, ma lei rifiuta, ancora amareggiata per essere stata assente per gran parte della sua vita. Prima che possa andarsene, i due vengono improvvisamente colpiti e feriti dalla lontana prigione maschile da Johngalli A. Il suo Stand, Manhattan Transfer, gli consente di percepire le correnti d'aria e aiuta a dirigere i suoi proiettili da cecchino. |                                                  |                   |
| 4  | 156    | Il visitatore: Parte 2 「面会人 その②」 - Menkainin sono 2 | 1º dicembre 2021 (Netflix)28 gennaio 2022 (TV)   | 1º dicembre 2021  |
| 4  | 156    | Jolyne tenta di confondere lo Stand di Johngalli A nella sala visite attivando il sistema antincendio. Il misterioso ragazzo ordina a Jolyne di calciare la base di un pilastro, scoprendo così un passaggio segreto. Jotaro suggerisce di fuggire, ma Jolyne decide di provare a salvare il ragazzo dallo Stand nemico, che ora è diventato il bersaglio. Apparentemente sventa l'assassino usando un tubo del gas rotto per sviare il suo senso dell'orientamento e immobilizzare lo Stand. Ma si rende conto di essere in un sogno e riesce a svegliarsi tagliandosi la mano con l'osso che il ragazzo le aveva dato in precedenza. Si ritrova quindi, insieme a Jotaro, e la stanza ricoperti da una melma corrosiva. |                                                  |                   |
| 5  | 157    | Prigioniero dell'amore 「プリズナー・オブ・ラヴ」 - Purizunā obu Ravu | 1º dicembre 2021 (Netflix)4 febbraio 2022 (TV)   | 1º dicembre 2021  |
| 5  | 157    | Jotaro viene svegliato da Jolyne e usa il suo Stand, Star Platinum, per liberarli dalla camera di fusione. Inizia a condurre Jolyne su una spiaggia dove li aspetta un sottomarino della Speedwagon Foundation. Tuttavia, vengono colpiti da Johngalli A, che si è travestito da guardia carceraria. Jotaro, ferito, si rende conto di essere il bersaglio e che il cecchino sta collaborando con un altro utilizzatore di Stand che ha addormentato lui e Jolyne. Lo Stand dell'altro aggressore, di nome Whitesnake, converte lo Stand e i ricordi di Jotaro in dischi e glieli estrae. Mentre Jotaro cade in coma, Jolyne scopre quanto suo padre tenesse veramente a lei. Sconfigge Johngalli e lascia Jotaro sulla spiaggia perché venga prelevato dalla Speedwagon Foundation prima di tornare in prigione nella speranza di recuperare i dischi e rianimarlo. Tornata dentro, contatta il ragazzo, che le dice di chiamarsi Emporio e di essere nato in prigione, dove sua madre, detenuta, è stata uccisa dagli Whitesnake. Nel frattempo, Whitesnake spara a Johngalli con la sua stessa pistola per far sembrare l'accaduto un suicidio. |                                                  |                   |
| 6  | 158    | I sigilli di Ermes 「エルメェスのシール」 - Erumesu no shīru | 1º dicembre 2021 (Netflix)11 febbraio 2022 (TV)  | 1º dicembre 2021  |
| 6  | 158    | Jolyne viene condannata a cinque anni di carcere per il tentativo di evasione e viene messa in isolamento nel Reparto Punizioni. Ermes si risveglia in infermeria a causa della febbre che le è venuta dopo essersi trafitta con il ciondolo di Jolyne, e si ritrova derubata dal custode della prigione, Thunder McQueen. Scopre di poter creare degli adesivi dal palmo della mano che duplicano qualsiasi cosa tocchino e che ricompongono gli oggetti in modo distruttivo se l'adesivo viene rimosso o distrutto. Usa un adesivo per attaccare McQueen e trova due dischi che spuntano dalla sua testa. Ne prende uno e scopre che contiene i suoi ricordi, incluso uno in cui incontra gli Whitesnake. McQueen tenta di impiccarsi per un senso di disperazione, il che fa sì che il suo Stand Highway to Hell infligga il suo dolore a Ermes, ma lei usa il suo Stand per salvarsi. Ermes incontra Emporio, che la informa che il disco ancora dentro McQueen contiene il suo Stand. Ermes tenta senza successo di fermare i tentativi di suicidio di McQueen, così usa un adesivo per immobilizzarlo ed espellere il disco dello Stand. Ermes afferra il disco e pianifica la sua vendetta su Whitesnake per la sua terribile esperienza, mentre il suo Stand, Kiss, si manifesta. |                                                  |                   |
| 7  | 159    | Siamo in sei! 「6人いる！」 - Rokunin iru! | 1º dicembre 2021 (Netflix)18 febbraio 2022 (TV)  | 1º dicembre 2021  |
| 7  | 159    | Ermes consegna i dischi di McQueen a Emporio per sicurezza, e lui presta il disco della memoria a Jolyne per vedere se ci sono indizi su Whitesnake e sui dischi di suo padre. Nel frattempo, due detenuti vengono inghiottiti da un mostro simile a una bolla nella fattoria della prigione vicino alla palude. Il direttore del carcere Loccobarocco raduna tutti i detenuti e chiama volontari per cercare gli evasi. Jolyne ed Ermes si offrono volontari insieme a una detenuta di nome Atroe e ad altre due donne. Sono costrette a indossare braccialetti che esplodono se si allontanano più di 50 metri dalla guardia principale. Jolyne dice a Ermes di aver appreso dai ricordi di McQueen che Whitesnake ha decine di dischi Stand nascosti in uno degli pneumatici del trattore nella fattoria. Mentre si avvicinano alle zone umide, Ermes nota che ci sono sei detenuti, quando solo cinque si erano offerti volontari. La guardia viene improvvisamente attaccata e trascinata lontano, il che fa esplodere il braccialetto di Atroe, uccidendola. Ermes viene improvvisamente trascinato in acqua da uno Stand nemico composto da plancton senziente in moltiplicazione. Jolyne la libera e lo Stand rimane in acqua, rifiutandosi di seguirli nell'entroterra. I due affrontano quindi gli altri tre membri della squadra di ricerca per scoprire chi sia l'impostore. |                                                  |                   |
| 8  | 160    | Foo Fighters 「フー・ファイターズ」 - Fū Faitāzu | 1º dicembre 2021 (Netflix)25 febbraio 2022 (TV)  | 1º dicembre 2021  |
| 8  | 160    | Jolyne ed Ermes scoprono che due membri del gruppo di ricerca sono stati uccisi e posseduti da estensioni del loro avversario, una colonia di plancton chiamata Foo Fighters, alias "FF", che ha usato i resti delle vittime per camuffarsi. FF spiega di essere sia un utilizzatore di Stand che uno Stand dopo che Whitesnake gli ha concesso l'intelligenza per custodire i dischi degli Stand per lui. Jolyne insegue FF nel fienile vicino mentre Ermes cerca di impedire al doppio dello Stand di trascinare via la guardia per attivare i loro braccialetti. Ermes sconfigge il doppio tirandolo fuori dall'acqua ed esponendolo al cadavere essiccato di uno dei detenuti. Nel fienile, FF prende il sopravvento su Jolyne dopo aver coperto il terreno con l'acqua, ma Jolyne usa i fili di Stone Free per attivare il trattore e allontanare i dischi. FF insegue il trattore ma cade a pezzi quando il suo corpo viene assorbito dal fango. Jolyne decide di risparmiare l'entità morente quando si rende conto che stava proteggendo i dischi per il loro bene piuttosto che per quello degli Whitesnake e recluta FF come alleato. Jolyne trova il disco dello Stand di Jotaro, ma non i suoi ricordi. FF si impossessa del cadavere di Atroe per unirsi a Jolyne ed Ermes in prigione, nascondendo il disco di Jotaro nel suo corpo. La fattoria viene poi indagata dagli Whitesnake e dal suo possessore, Enrico Pucci, il sommo sacerdote della prigione. |                                                  |                   |
| 9  | 161    | L'esattore Marilyn Manson 「取り立て人マリリン・マンソン」 - Toritatenin Maririn Manson | 1º dicembre 2021 (Netflix)4 marzo 2022 (TV)      | 1º dicembre 2021  |
| 9  | 161    | Un ladro detenuto di nome Miraschon si avvicina a Pucci chiedendogli la libertà vigilata, ma lui invece le inserisce due dischi nel corpo, progettando di usarla per recuperare il disco dello Stand di Jotaro. Nel frattempo, nel cortile della palestra, i FF si abituano lentamente al corpo di Atroe e giocano a palla con Jolyne. Miraschon appare e scommette 100 dollari che non riusciranno a prendere la palla cento volte di fila. Quando ci riescono, Miraschon li sfida a prendere la palla altre cento volte per 1.000 dollari. Jolyne rifiuta, ma Ermes accetta la scommessa e prende il suo posto. Quando una guardia confisca il guanto a Ermes, lei è costretta a barare con il suo Stand, perdendo la scommessa. Lo Stand di Miraschon, Marilyn Manson, appare per estorcere i soldi a Ermes. Poiché Ermes non ha abbastanza soldi, Marilyn le rimuove il fegato per pagare il resto del debito. Jolyne scommette quindi di poter prendere la palla mille volte in cambio di tutto ciò che è stato preso a Ermes. Miraschon rientra in prigione, costringendo Jolyne e FF a continuare a lanciare la palla mentre la inseguono. Il gioco viene nuovamente interrotto dalla guardia che prende la palla, ma Jolyne la recupera con il suo filo e continua il gioco. Dato che non si sono mai accordati su un partner specifico, Jolyne ordina a Stone Free di lanciare la palla a Miraschon mille volte. Di conseguenza, vince la scommessa, salva Ermes e recupera i due dischi. |                                                  |                   |
| 10 | 162    | La strategia Savage Garden: Parte 1 「サヴェジ・ガーデン作戦 (中庭へ向かえ！) その①」 - Saveji Gāden sakusen (nakaniwa e mukae!) sono 1 | 1º dicembre 2021 (Netflix)11 marzo 2022 (TV)     | 1º dicembre 2021  |
| 10 | 162    | Jolyne usa le vincite delle scommesse di Miraschon per guadagnare tempo al telefono e chiamare la Fondazione Speedwagon. Un rappresentante le ordina di consegnare il disco dello Stand di Jotaro a "Savage Garden" nel cortile entro 20 minuti. Durante il tragitto, Emporio la trascina nel fantasma di una sala musica del passato della prigione, mentre il suo Stand, Burning Down the House, gli permette di manifestare oggetti che non esistono più. Le presenta un utente di Stand amnesico di nome Weather Report che vuole aiutarla. Mentre dimostra il potere del suo Stand di controllare il tempo atmosferico, nota un detenuto di nome Lang Rangler che li segue. Rangler usa il suo Stand, Jumpin' Jack Flash, per manipolare la gravità e sospendere Jolyne a mezz'aria, rendendo lei e tutto ciò che tocca senza peso. Le ruba il disco dello Stand di Jotaro, ma quando si ritira, lo Stand di Weather contrasta le sue abilità con la pressione atmosferica. Weather quindi tocca Jolyne e anche lei diventa senza peso, e i due inseguono Rangler nell'area principale della fabbrica per recuperare il disco. |                                                  |                   |
| 11 | 163    | La strategia Savage Garden: Parte 2 「サヴェジ・ガーデン作戦 (中庭へ向かえ！) その②」 - Saveji Gāden sakusen (nakaniwa e mukae!) sono 2 | 1º dicembre 2021 (Netflix)18 marzo 2022 (TV)     | 1º dicembre 2021  |
| 11 | 163    | Pucci richiede l'accesso alle recenti registrazioni telefoniche per saperne di più sulla chiamata di Jolyne alla Fondazione Speedwagon. Nella stanza della fabbrica, Jolyne e Weather si ritrovano immersi nel vuoto a gravità zero, colpiti dai proiettili metallici di Rangler e in pericolo di soffocamento per mancanza di ossigeno, con il sangue che fuoriesce dai loro corpi. Weather usa il suo Stand e l'aria rimanente per creare tute di nuvole che permettono loro di respirare e arrestare la perdita di sangue per un breve periodo. Jolyne scopre che Jumpin' Jack Flash ha un raggio d'azione limitato nella stanza e cerca di aiutare Weather a raggiungerlo in modo che possa manipolare l'aria, ma la sua tuta subisce danni considerevoli dagli attacchi di Rangler. Rangler tenta di rompere la sua tuta protettiva, ma Jolyne attacca diversi fili ai suoi proiettili, permettendole di trascinarlo nel vuoto a gravità zero, facendogli ribollire il sangue. Distrugge la tuta di Jolyne lanciandole contro una bottiglia di vetro esplosiva, ma Weather la salva consegnandole il resto della sua tuta di nuvole. Rangler è costretto a ripristinare la gravità, ma la folata d'aria in arrivo lo spinge verso Jolyne, permettendole di colpirlo con Stone Free. Jolyne usa la carta di Rangler per chiedere a una guardia di aprire la porta, ma viene accolta da Pucci. |                                                  |                   |
| 12 | 164    | Allarme: piogge torrenziali 「集中豪雨警報発令」 - Shūchū gōu keihō hatsurei | 1º dicembre 2021 (Netflix)25 marzo 2022 (TV)     | 1º dicembre 2021  |
| 12 | 164    | Nel 1988, Dio disse a Pucci di aver trovato un modo per raggiungere il Paradiso senza morire e scrisse le istruzioni su un quaderno che Jotaro bruciò dopo averlo ucciso. Pucci progetta di leggere il contenuto del quaderno di Dio attraverso il disco della memoria di Jotaro. Nel presente, Pucci permette a Jolyne di andare nel cortile per evitare di rivelare Whitesnake, ma viene colpita da una guardia sotto il suo controllo e lascia cadere il disco. Un disperato Weather cerca di aiutare Jolyne facendo piovere rane freccia velenose, che uccidono la guardia che ha sparato a Jolyne. Jolyne si protegge dalle rane che cadono creando un riparo con i suoi fili, mentre Pucci riesce anche a evitarle. Quando il diluvio si ferma, Pucci ordina a Whitesnake di cercare nel cortile il disco dello Stand di Jotaro e il corpo di Jolyne. Quando Whitesnake trova il disco dello Stand, Jolyne usa i suoi fili per afferrare il disco e passarlo a Savage Garden, un piccione viaggiatore addestrato della Speedwagon Foundation. Pucci ritira Whitesnake per impedire a Jolyne di identificarne l'utilizzatore. In una scena post-credits, Whitesnake incontra Sports Maxx e gli chiede di mettere alla prova le sue abilità su un osso del corpo di Dio. |                                                  |                   |
| 13 | 165    | Kiss, amore e vendetta: Parte 1 「愛と復讐のキッス その①」 - Ai to fukushū no kissu sono① | 1º settembre 2022 (Netflix)8 ottobre 2022 (TV)   | 1º settembre 2022 |
| 13 | 165    | Jolyne e FF scoprono che Ermes si è fatta mandare in prigione per poter rintracciare e uccidere Sports Maxx, un famigerato gangster che ha assassinato sua sorella maggiore, Gloria. Dopo averlo seguito per diversi giorni, Ermes usa il suo Stand per intrappolare Maxx in una condotta fognaria e annegarlo. Mentre è intrappolato, attiva il suo Stand Limp Bizkit, che ha la capacità di riportare in vita i morti come zombi invisibili. Usa il suo Stand su un uccello e un alligatore impagliati per attaccare Ermes, Jolyne e FF. |                                                  |                   |
| 14 | 166    | Kiss, amore e vendetta: Parte 2 「愛と復讐のキッス その②」 - Ai to fukushū no kissu sono② | 1º settembre 2022 (Netflix)15 ottobre 2022 (TV)  | 1º settembre 2022 |
| 14 | 166    | Dopo che FF sconfigge l'alligatore, Ermes e Jolyne scoprono che Maxx è diventato uno zombie invisibile ed è fuggito dal tubo dopo che il suo corpo è annegato nelle fogne. Maxx attira i due nel mausoleo della prigione e rianima diversi prigionieri morti per vendicarsi di Ermes per averlo ucciso. Ermes si lascia attaccare e usa il potere di Kiss per localizzare Maxx. Sebbene Maxx le dia un morso alla testa, Ermes lo annienta completamente prima di svenire per le ferite. Jolyne usa i dischi di Maxx per rivedere i suoi ricordi prima di essere arrestata e portata nel reparto disciplinare della prigione. |                                                  |                   |
| 15 | 167    | Unità di massima sicurezza 「ウルトラセキュリティ懲罰房」 - Urutorasekyuriti chōbatsu bō | 1º settembre 2022 (Netflix)22 ottobre 2022 (TV)  | 1º settembre 2022 |
| 15 | 167    | FF ed Emporio recuperano il disco di memoria di Maxx e scoprono che Whitesnake lo ha costretto a riportare in vita un osso di Dio. Jolyne si è lasciata portare all'Ala Disciplinare per trovare l'osso, attirare a sé l'utilizzatore di Whitesnake e infine recuperare il disco di memoria di Jotaro. Narciso Anasui, un utilizzatore di Stand arrestato per l'omicidio della sua fidanzata infedele, accetta di aiutare FF a salvare Jolyne, poiché si è innamorato di lei e vuole sposarla. Lo Stand di Anasui, Diver Down, può infilarsi in qualsiasi superficie e manipolarla dall'interno. Per impedire a Jolyne di trovare l'osso, Pucci invia quattro utilizzatori di Stand all'Ala Disciplinare per assassinarla. Uno di loro usa lo Stand Survivor per far infuriare la guardia Viviano Westwood, inducendolo a uccidere il suo partner e ad aprire tutte le celle per un tutti contro tutti. |                                                  |                   |
| 16 | 168    | Il segreto di Westwood 「看守ウエストウッドの秘密」 - Kanshu uesutouddo no himitsu | 1º settembre 2022 (Netflix)29 ottobre 2022 (TV)  | 1º settembre 2022 |
| 16 | 168    | Jolyne affronta Westwood mentre combatte contro l'influenza di Survivor e scopre che è un utilizzatore di Stand. Lo Stand di Westwood, Planet Waves, attira verso di sé piccoli meteoriti che feriscono gravemente i suoi nemici e si disintegrano prima di colpirlo. Durante il loro combattimento, Jolyne nota uno dei detenuti che prende l'osso di Dio. Jolyne alla fine sconfigge la guardia berserk usando il suo stivale per immagazzinare la forza di un meteorite e colpirlo con esso. |                                                  |                   |
| 17 | 169    | Entra in scena Dragon's Dream 「燃えよ龍の夢」 - Moeyo ryū no yume | 1º settembre 2022 (Netflix)5 novembre 2022 (TV)  | 1º settembre 2022 |
| 17 | 169    | Jolyne scopre che solo altri due detenuti sono rimasti in piedi dopo la rissa nell'Ala Disciplinare. FF arriva giusto in tempo per combattere uno dei sopravvissuti, un anziano ex leader del culto di nome Kenzou. Kenzou rivela il suo Stand, il Sogno del Drago, che gli permette di usare il feng shui per trovare gli angoli più fortunati per i suoi attacchi e causare una grande sfortuna al suo avversario. Quando Kenzou costringe FF ad attivare l'effetto dello Stand, un pezzo di metallo da un ventilatore a soffitto malfunzionante si stacca e gli taglia la parte superiore della testa. |                                                  |                   |
| 18 | 170    | Entra in scena Foo Fighters 「燃えよフー・ファイターズ」 - Moeyo fū faitāzu | 1º settembre 2022 (Netflix)12 novembre 2022 (TV) | 1º settembre 2022 |
| 18 | 170    | FF sopravvive alla decapitazione e riesce a sferrare alcuni colpi a Kenzou. I due cercano di procurarsi dell'acqua e curarsi, ma il Sogno del Drago viene nuovamente attivato e rimangono intrappolati in una sedia elettrica. Prima che la sedia si attivi, FF usa il sudore di Kenzou per creare un riflesso del suo Stand, inducendolo a rimanere in una zona sfortunata e permettendo loro di fulminarlo a sua volta. Jolyne si rende conto che entrambi i membri sono sopravvissuti all'elettrocuzione e salta giù per salvare FF. Kenzou tenta di finirla, ma Anasui usa la Tecnica del Subacqueo per smontare le gambe di Kenzou e riorganizzarle in molle, rendendolo incapace di combattere. |                                                  |                   |
| 19 | 171    | La nascita di Green Baby 「「緑色」の誕生」 - `Midoriiro' no tanjō | 1º settembre 2022 (Netflix)19 novembre 2022 (TV) | 1º settembre 2022 |
| 19 | 171    | I tre affrontano il prigioniero che aveva l'osso di Dio, solo per scoprire che lui e il resto dei detenuti si trasformano in piante quando esposti alla luce del sole. Jolyne, che ha anche iniziato a trasformarsi, nota che l'osso si è trasformato in un bambino verde, che il gruppo cattura. Mentre se ne va, Anasui incontra Guccio, l'utilizzatore dello Stand di Survivor. Anasui trasforma il corpo di Guccio in una trappola per impedire all'utilizzatore dello Stand rimasto, D an G, di seguirli. Lo Stand di D an G, Yo-Yo Ma, appare improvvisamente vicino al gruppo e consuma il bambino verde. FF rimane indietro per eliminare D an G mentre Jolyne, Anasui e il servile Yo-Yo Ma fuggono nelle zone umide. Tuttavia, la mascella inferiore di FF inizia a dissolversi quando si rendono conto che Yo-Yo Ma ha già iniziato il suo attacco. |                                                  |                   |
| 20 | 172    | F.F. e la scoperta 「F・F－目撃者」 - F F - mokugeki-sha | 1º settembre 2022 (Netflix)26 novembre 2022 (TV) | 1º settembre 2022 |
| 20 | 172    | Nelle zone umide, Jolyne, Anasui e Yo-Yo Ma rubano una delle barche delle guardie per avvicinarsi alla prigione principale. Dopo che la lingua di Jolyne viene improvvisamente sciolta dalle zanzare che trasportano la saliva acida di Yo-Yo Ma, cerca di avvertire Anasui del potere dello Stand. Anasui scopre le intenzioni dello Stand e usa Diver Down per collegare il cervello di Yo-Yo Ma al cervello di una rana, neutralizzando lo Stand. Nel frattempo, mentre FF cerca di uccidere D e G, incontrano Pucci e scoprono che è il possessore di Whitesnake. |                                                  |                   |
| 21 | 173    | AWAKEN - Il risveglio 「AWAKEN -目醒め-」 - AWAKEN - me same - | 1º settembre 2022 (Netflix)3 dicembre 2022 (TV)  | 1º settembre 2022 |
| 21 | 173    | Quando Pucci tenta di rubare i loro ricordi, FF sacrifica il corpo di Atroe per uccidere D e G, distruggendo Yo-Yo Ma nel processo. Tentano di riprendersi con un rubinetto per informare Jolyne dell'identità di Pucci, ma Whitesnake fa bollire l'acqua, disintegrandoli. Nel frattempo, Jolyne e Anasui tentano di recuperare il bambino verde, ma si ritrovano a rimpicciolirsi ogni volta che si avvicinano a lui a causa dello Stand del bambino, Verde, Verde Erba di Casa. Anasui intrappola lo Stand in una bottiglia, ma rimane intrappolato sotto il peso della bottiglia che minaccia di schiacciarlo. Il bambino e il suo Stand smettono di attaccare i due quando nota la voglia a forma di stella sulla spalla di Jolyne, ma Anasui intuisce che ha intenzioni oscure e progetta di ucciderlo. |                                                  |                   |
| 22 | 174    | Paradiso, luna nuova e prete nuovo 「天国の時！新月の時！新神父！」 - Tengoku no toki! Shingetsu no toki! Shin shinpu! | 1º settembre 2022 (Netflix)10 dicembre 2022 (TV) | 1º settembre 2022 |
| 22 | 174    | Prima che Pucci possa prendere il disco Stand di FF e determinare la posizione di Jolyne, scopre che FF stava comunicando con Weather Report tramite il trasmettitore di una guardia. Weather usa il suo Stand per creare una forte pioggia sopra i due, rianimando FF e permettendo loro di fuggire. Dopo essersi apparentemente riuniti con Weather, i due incontrano Jolyne e Anasui e rivelano che Pucci è il possessore di Whitesnake. Anasui annuncia la sua intenzione di uccidere il bambino verde, ma Weather con loro si rivela essere uno Whitesnake travestito e lo ferisce mortalmente. FF Pucci arriva e affronta Jolyne, che gli impedisce di fuggire con un paio di manette. Quando Jolyne inizia a sopraffarlo, Pucci lancia il disco della memoria di Jotaro ad Anasui morente, costringendola ad abbandonare il combattimento. Dopo aver recitato 14 frasi e aver offerto il proprio osso, Pucci si fonde con il bambino verde e con le anime dei prigionieri in esso contenute. Nel frattempo, usando le ultime forze a disposizione, FF cura le ferite di Anasui e salva il disco di memoria di Jotaro prima di dire addio a Jolyne e andarsene. |                                                  |                   |
| 23 | 175    | Jail House Lock 「ジェイル・ハウス・ロック!」 - Jeiru hausu rokku! | 1º settembre 2022 (Netflix)17 dicembre 2022 (TV) | 1º settembre 2022 |
| 23 | 175    | Dopo essersi fusa con il bambino verde, Pucci lascia la prigione di Green Dolphin Street per mettere in atto la parte successiva del piano di Dio per raggiungere il Paradiso. Dopo aver visto il disco di memoria di suo padre e scoperto i piani di Pucci, Jolyne decide di fuggire dalla prigione e fermarlo. Mentre lei ed Emporio riflettono su come evadere, vengono affrontati dalla guardia capo della prigione, Miu Miu. Miu Miu usa il suo Blocco della Prigione per far soffrire Jolyne di perdita di memoria a breve termine che la limita a ricordare solo tre cose alla volta. Miu Miu cerca di impedire a Jolyne di conservare i suoi ricordi, ma Jolyne decide di incontrare Emporio, anche lui affetto dal Blocco della Prigione. |                                                  |                   |
| 24 | 176    | Evasione 「脱獄へ・・・」 - Datsugoku e | 1º settembre 2022 (Netflix)24 dicembre 2022 (TV) | 1º settembre 2022 |
| 24 | 176    | Jolyne raggiunge la stanza di Emporio, dove questi ricorda di aver voluto stampare un'immagine del volto della guardia. Miu Miu appare dietro di loro, dopo aver seguito Jolyne, e spara sia a Emporio che al suo computer. Jolyne insegue Miu Miu, ma la guardia convoca diversi agenti per impedire a Jolyne di ricordarsi di lei. Emporio usa la corda di Stone Free per stampare un'immagine binaria di Miu Miu, permettendo a Jolyne di identificarla come il nemico e finalmente sconfiggerla. Tenendo Miu Miu in ostaggio, i due incontrano Ermes nel reparto medico, che fugge dalla prigione con loro. Nel frattempo, Pucci inizia a perdere il controllo del suo Stand, che mostra i primi segni di una nuova abilità, mentre si dirige verso la sua destinazione finale: il Kennedy Space Center di Cape Canaveral. |                                                  |                   |
| 25 | 177    | Bohemian Ecstatic - Parte 1 「自由人の狂想曲ボヘミアン・ラプソディー その①」 - Bohemian Rapusodī Sono Ichi | 1º dicembre 2022 (Netflix)7 gennaio 2023 (TV)    | 1º dicembre 2022  |
| 25 | 177    | Dopo aver appreso dell'evasione di Jolyne, Ermes ed Emporio, Anasui e Weather Report fuggono anche loro da Green Dolphin per unirsi a loro nella ricerca di Pucci. Sulla strada per Cape Canaveral, Pucci incontra un tossicodipendente e due giovani problematici in un ospedale che sembrano essere utilizzatori di Stand poco dopo aver saputo della fuga di Jolyne. Vicino a Orlando, Anasui e Weather chiedono un passaggio a un anziano per raggiungere Pucci più velocemente. A bordo del camion, Anasui vede improvvisamente vari personaggi immaginari come Pinocchio, Biancaneve e i Sette Nani prendere vita e sente che molti altri stanno apparendo alla radio. Anasui scopre improvvisamente che la sua anima e quella del camionista sono state separate dai loro corpi perché amavano queste fiabe da bambini. Weather non ne è influenzato poiché la sua amnesia gli impedisce di riconoscere nessuno dei personaggi. Dopo aver ucciso Pinocchio, Anasui vede l'anziano trasformarsi nel Lupo Cattivo e lo decapita. Quando il lupo afferma che la sua storia è finita, Anasui è confuso prima di vedere il suo corpo scappare via con Weather. |                                                  |                   |
| 26 | 178    | Bohemian Ecstatic - Parte 2 「自由人の狂想曲ボヘミアン・ラプソディー その②」 - Bohemian Rapusodī Sono Ni | 1º dicembre 2022 (Netflix)14 gennaio 2023 (TV)   | 1º dicembre 2022  |
| 26 | 178    | L'anima di Anasui cerca di raggiungere Weather e scopre che sempre più persone vengono separate dai loro corpi dai personaggi immaginari a causa di uno Stand nemico chiamato Bohemian Rhapsody. Dopo aver visto il proprietario di un negozio trasformarsi nel principe che salva Biancaneve, si rende conto che tutti sono costretti a vivere le storie dei personaggi. Diventa quindi il lupo del Lupo e i sette capretti e viene inseguito dalla capra madre che brandisce forbici. Weather viene separato dal suo corpo dall'autoritratto di Van Gogh, che tenta di farlo spararsi alla testa due volte proprio come fece il vero van Gogh. Weather tenta di rintracciare l'utilizzatore dello Stand, ma scopre che ha già lasciato la Florida su un aereo. L'utilizzatore dello Stand si rivela essere il tossicodipendente incontrato da Pucci di nome Ungalo, che è uno dei figli illegittimi di Dio insieme agli altri due giovani problematici all'ospedale reclutati da Pucci per fermare Jolyne e i suoi alleati. Weather alla fine sconfigge l'Ombra dello Stendardo usando il talento artistico di van Gogh per creare un nuovo personaggio con una storia che riporta gli altri personaggi ai loro mondi e riporta tutti gli altri alla realtà, lasciando Ungalo devastato. Nel frattempo, Jolyne si reca a casa di Romeo, in preda al rimorso, e lo convince a prestarle denaro e il suo elicottero personale. |                                                  |                   |
| 27 | 179    | Sky Guy 「スカイ・ハイ」 - Sukai Hai | 1º dicembre 2022 (Netflix)21 gennaio 2023 (TV)   | 1º dicembre 2022  |
| 27 | 179    | Jolyne, Ermes ed Emporio sono costretti a schiantare il loro elicottero quando vengono attaccati dal figlio successivo di Dio, Rikiel. Rikiel ha sofferto di attacchi di panico finché Pucci non ha esposto il suo Stand, Sky High, che gli conferisce l'abilità di controllare delle barre che estraggono il calore corporeo e attaccano i suoi nemici internamente. Jolyne contrasta la sua abilità dandosi fuoco, costringendo Rikiel a fare lo stesso in modo da poter colpire il tronco encefalico di Jolyne. Tuttavia, riesce ancora a rintracciarlo grazie alla sua discendenza Joestar e lo sconfigge. Rikiel usa quindi il suo Stand per rimuovere la capacità del suo corpo di provare dolore e costringere Jolyne a scegliere tra ucciderlo o lasciarsi uccidere da lui, ma riesce a evitare entrambe le opzioni poiché Rikiel, mettendole una mano sul collo, ha impedito che il suo calore venisse rimosso. Rikiel crede che Pucci userà la determinazione e la fortuna di Jolyne a suo vantaggio e rivela che Weather è il fratello minore di Pucci prima che Ermes lo metta KO. |                                                  |                   |
| 28 | 180    | Il tempo del paradiso 「天国の時 新月まであと３日」 - Tengoku no Toki: Shingetsu Made Ato 3-Nichi | 1º dicembre 2022 (Netflix)28 gennaio 2023 (TV)   | 1º dicembre 2022  |
| 28 | 180    | Jolyne e la sua squadra localizzano Pucci e l'ultimo dei figli di Dio, Donatello Versus, all'ospedale di Orlando. Jolyne ordina a Emporio di contattare la Fondazione Speedwagon e di consegnare loro il disco di memoria di Jotaro mentre lei ed Ermes entrano per combattere Pucci. Versus risveglia il suo Stand, Under World, che crea un grande buco nella loro stanza in cui lui e Pucci si nascondono. Quando Jolyne entra nel buco per indagare, si ritrova improvvisamente all'interno di un aereo e fa segno a Ermes di tirarla indietro. Ermes finisce per innamorarsi di lei dopo essere stato ingannato da un ricordo di Sports Maxx. Scoprono di essere su un aereo precipitato nel 2005 e hanno pochi minuti prima che l'incidente venga ricreato. |                                                  |                   |
| 29 | 181    | Netherworld 「アンダー・ワールド」 - Andā Wārudo | 1º dicembre 2022 (Netflix)4 febbraio 2023 (TV)   | 1º dicembre 2022  |
| 29 | 181    | Grazie alla sua infanzia difficile e all'incontro con Pucci, Versus scopre che il suo potere di Stand è quello di scavare nei ricordi e negli eventi delle persone della Terra. Durante il combattimento, si agita sempre di più nei confronti di Pucci per averlo sminuito e ruba segretamente il disco di memoria di Weather dal sacerdote. Jolyne tenta di fuggire attraverso l'uscita di emergenza dell'aereo, ma Versus la intrappola nella memoria di un caccia a reazione anch'esso precipitato nella zona. Entra in contatto con Emporio, che usa il suo computer per riferire loro gli eventi accaduti. Ordina a Jolyne di far schiantare il jet contro l'aereo e poi a lei ed Ermes di trovare i due sedili degli unici passeggeri sopravvissuti all'incidente. Una volta arrivati, Versus fa scendere alcuni bambini dall'ospedale per costringerli a scegliere tra salvare se stessi o i bambini. Riescono a salvare tutti nascondendosi e nascondendo i bambini nei corpi dei replicanti dei passeggeri sopravvissuti usando le rispettive abilità di Stand. Versus, messo alle strette, usa il suo Stand per restituire i ricordi di Weather, facendo apparire improvvisamente degli arcobaleni. |                                                  |                   |
| 30 | 182    | Heavy Forecast - Parte 1 「ヘビー・ウェザー その①」 - Hebī Wezā Sono Ichi | 1º dicembre 2022 (Netflix)11 febbraio 2023 (TV)  | 1º dicembre 2022  |
| 30 | 182    | Dopo aver recuperato la memoria, Weather sviluppa un atteggiamento più aggressivo e sinistro, ossessionato dalla ricerca di Pucci. Anasui, turbato dall'improvviso cambiamento di personalità di Weather, lo segue. Pucci e Versus fuggono dall'ospedale mentre lo Stand evoluto di Weather, Heavy Weather, inizia a influenzare l'intera città. Chiunque venga esposto agli arcobaleni nella zona inizia a secernere lumache e alla fine si trasforma in una lumaca. Jolyne ed Ermes decidono di seguire le tracce di Versus, che sta cercando di trovare Emporio per ottenere il disco della memoria di Jotaro e apprendere i segreti per raggiungere il Paradiso. Mentre Versus usa la memoria di Jolyne per localizzare Emporio e metterlo KO, Jolyne ed Ermes si trasformano parzialmente dopo aver toccato le lumache. Jolyne impedisce a Versus di scappare con il disco di suo padre infettando sia lui che Emporio. Mentre dirottano un'auto per trovare Weather, scoprono che molte delle lumache vengono mangiate dagli scarafaggi. |                                                  |                   |
| 31 | 183    | Heavy Forecast - Parte 2 「ヘビー・ウェザー その②」 - Hebī Wezā Sono Ni | 1º dicembre 2022 (Netflix)18 febbraio 2023 (TV)  | 1º dicembre 2022  |
| 31 | 183    | Weather era il fratello gemello di Pucci, Domenico, scambiato alla nascita nel 1972 da una madre che aveva perso il figlio ed era cresciuto come Wes Bluemarine. Quando Pucci decise di intraprendere il sacerdozio all'età di 15 anni, incontrò Dio una sera in chiesa, che gli curò il piede sfigurato e gli diede una freccia Stand. Poco dopo, la madre morente di Wes andò in chiesa e confessò a Pucci di aver scambiato il figlio defunto con il suo gemello. Dopo aver scoperto che suo fratello era vivo, Pucci venne a sapere che sua sorella minore, Perla, usciva con Wes. Incapace di rivelarle la loro relazione incestuosa a causa del Sigillo della Confessione, Pucci assoldò un gruppo di investigatori privati per costringerli a separarsi. Tuttavia, il gruppo era affiliato al Ku Klux Klan e decise di picchiare e linciare Wes dopo aver scoperto che il marito della sua madre adottiva era afroamericano. Incapace di sentire il debole battito del suo cuore, Perla presuppone che sia morto e si suicidò. La sua morte getta Pucci nella disperazione e fa sì che la freccia lo trafigga, facendo sì che entrambi i gemelli sviluppino i loro Stand. La rabbia di Weather per le azioni di Pucci e la sua incapacità di suicidarsi fa impazzire il suo Stand e trasforma molti abitanti del paese in lumache. Pucci lo affronta e usa Whitesnake per rimuovere i ricordi di Weather prima di mandarlo in prigione. I tragici eventi spinsero Pucci a cercare Dio e a diventare infine suo discepolo. |                                                  |                   |
| 32 | 184    | Heavy Forecast - Parte 3 「ヘビー・ウェザー その③」 - Hebī Wezā Sono San | 1º dicembre 2022 (Netflix)25 febbraio 2023 (TV)  | 1º dicembre 2022  |
| 32 | 184    | Weather incoraggia Anasui a ucciderlo dopo che si è vendicato di Pucci, incapace di controllare Heavy Weather. Vengono improvvisamente attaccati dal sacerdote, che taglia le gambe a Weather e trasforma Anasui con gli arcobaleni. Pucci gli ha rimosso la vista per renderlo immune al potere di Heavy Weather, dopo essersi ricordato che i ciechi non ne erano influenzati quando il suo Stand si è risvegliato. Weather sfrutta la cecità di Pucci a suo vantaggio congelandogli il sangue per formare delle punte e usando il vento e il sangue congelato per avvicinarsi. Prende il sopravvento, ma prima che possa finire Pucci, viene improvvisamente interrotto dall'arrivo di Jolyne e dei suoi alleati. Questa breve distrazione permette a Pucci di uccidere Weather e Versus nel caos che ne consegue, prima di usare il suo Stand per fuggire. Mentre Jolyne e i suoi amici piangono Weather, trovano il disco del suo Stand sul suo cadavere e lo portano con sé. |                                                  |                   |
| 33 | 185    | La forza di gravità della luna nuova 「新月の重力」 - Shingetsu no Jūryoku | 1º dicembre 2022 (Netflix)4 marzo 2023 (TV)      | 1º dicembre 2022  |
| 33 | 185    | Un giorno dopo la morte di Weather, Jolyne invia il disco di memoria di Jotaro alla Fondazione Speedwagon per aiutare suo padre a riprendersi, mentre il suo gruppo si dirige verso il Kennedy Space Center. Quando si avvicinano a Cape Canaveral, vengono risucchiati indietro poiché la gravità è ora diretta lateralmente a causa della completa fusione dello Stand di Pucci con il bambino verde, dando vita a C-Moon. Ermes rimane indietro dopo essere stato colpito da alcuni detriti, mentre Jolyne, Emporio e Anasui si arrampicano verso il Centro Spaziale. Lo Stand evoluto di Pucci affronta Jolyne e inizia a rivoltarla invertendo l'attrazione gravitazionale sul suo corpo. |                                                  |                   |
| 34 | 186    | See Moon - Parte 1 「C-MOONシー・ムーン その①」 - Shī Mūn Sono Ichi | 1º dicembre 2022 (Netflix)11 marzo 2023 (TV)     | 1º dicembre 2022  |
| 34 | 186    | Jolyne inganna C-Moon, inducendola a colpirla di nuovo per riportare il suo corpo alla normalità. Usando Anasui come peso, avvolge i suoi fili attorno al collo dello Stand per strangolarlo e renderlo vulnerabile. Prima che possa approfittarne, arriva Pucci, che provoca un altro cambiamento di gravità, essendo lui al centro del fenomeno, e ordina a C-Moon di attaccarle il cuore e invertire il flusso sanguigno al cervello, apparentemente uccidendola. Tuttavia, Emporio riceve un messaggio da Jotaro che lo informa della sua presenza nelle vicinanze e che Jolyne è ancora viva. Saputo che anche Pucci è sopravvissuta, Anasui decide di inseguirlo per proteggere Jolyne. |                                                  |                   |
| 35 | 187    | See Moon - Parte 2 「C-MOONシー・ムーン その②」 - Shī Mūn Sono Ni | 1º dicembre 2022 (Netflix)18 marzo 2023 (TV)     | 1º dicembre 2022  |
| 35 | 187    | Pucci cerca di trovare Jolyne per finirla, combattendo contro Anasui lungo la strada. Alla fine la localizza e scopre che ha trovato un modo per impedire che il suo corpo si rivoltasse trasformando i suoi fili in strisce di Möbius ogni volta che C-Moon la attacca. Dopo averla indebolita ulteriormente, Pucci afferra la pistola di un agente di sicurezza per spararle, ma viene salvata dall'arrivo di Jotaro ed Ermes, che hanno usato un arpione della Fondazione Speedwagon per raggiungerli. Pucci inizia a fluttuare nello stipite di una porta mentre si rende conto che non ha bisogno di aspettare 36 ore per la luna nuova, purché possa stimolare la gravità necessaria per far evolvere ulteriormente il suo Stand. Jotaro usa l'abilità di Star Platinum di fermare il tempo per lanciargli l'arpione, ma Pucci distoglie lo sguardo all'ultimo secondo nel tempo fermato per evitare un colpo fatale e atterra nello space shuttle per raggiungere la posizione ottimale. |                                                  |                   |
| 36 | 188    | Maiden Heaven - Parte 1 「メイド・イン・ヘブン その①」 - Meido In Hebun Sono Ichi | 1º dicembre 2022 (Netflix)25 marzo 2023 (TV)     | 1º dicembre 2022  |
| 36 | 188    | Pucci evolve con successo il suo Stand nella sua forma finale, Made in Heaven. Dopo una luce accecante dovuta alla trasformazione, Jolyne e i suoi alleati si svegliano a 200 metri di distanza dalla navetta e non riescono a individuare la posizione di Pucci. Quando oggetti artificiali e la natura iniziano a muoversi ad alta velocità, si rendono conto che Made in Heaven può accelerare il tempo. Pucci inizia ad avvicinarsi a loro come una macchia sfocata, mentre l'abilità del suo Stand gli conferisce una velocità sovrumana. Jotaro scopre che la sua capacità di fermare il tempo è stata ridotta a causa dell'accelerazione temporale. Mentre si spostano su un tetto vicino, faticano a trovare un modo per contrastare la nuova abilità di Pucci. |                                                  |                   |
| 37 | 189    | Maiden Heaven - Parte 2 「メイド・イン・ヘブン その②」 - Meido In Hebun Sono Ni | 1º dicembre 2022 (Netflix)1º aprile 2023 (TV)    | 1º dicembre 2022  |
| 37 | 189    | Prima che Pucci possa finirli sul tetto, Emporio usa la sua pistola fantasma e l'adesivo di Ermes per farli volare via. Anasui gli ordina di atterrare nell'oceano per rintracciare meglio Pucci, dove ha intenzione di farsi attaccare per primo da Made in Heaven in modo che Jotaro possa fermare il tempo e finire il sacerdote. Iniziano a notare che il cielo si muove più velocemente mentre il tempo continua ad accelerare. Quando Anasui viene impalato, Jotaro ferma il tempo, ma scopre che Pucci ha usato Stone Free per uccidere Anasui e ha lanciato dei coltelli contro Jolyne proprio come Dio aveva fatto con lui in precedenza, portandolo a salvare sua figlia. Pucci uccide Jotaro ed Ermes e ferisce Jolyne. Jolyne salva Emporio legandolo a un delfino con i suoi fili e si sacrifica per dargli più tempo per fuggire. Emporio osserva inorridito il tempo accelerare oltre la fine dell'universo e si ritrova improvvisamente nella prigione di Green Dolphin Street. |                                                  |                   |
| 38 | 190    | What a Wonderful World 「ホワット・ア・ワンダフル・ワールド」 - Howatto a Wandafuru Wārudo | 1º dicembre 2022 (Netflix)8 aprile 2023 (TV)     | 1º dicembre 2022  |
| 38 | 190    | Emporio scopre di essere tornato al giorno in cui incontrò Jolyne, solo per trovare imitazioni di lei e Jotaro nel centro visitatori. Pucci spiega che si trovano in un nuovo universo in cui tutti i sopravvissuti dell'universo precedente hanno una precognizione subconscia del loro destino (che lui crede essere uno stato di "Paradiso") e che tutti coloro che sono morti nell'universo precedente non torneranno. Li ha riportati a quel giorno per poter chiudere i conti in sospeso uccidendo Emporio, e lo segue nella sua stanza dei fantasmi per finirlo. Tuttavia, Emporio inganna il sacerdote facendogli inserire nella testa il disco del Supporto di Weather, che gli era stato dato da Jolyne prima di morire. Pucci usa il potere del suo Stand, ma Emporio usa il Supporto di Weather per riempire la stanza di ossigeno puro, causando a Pucci un'intossicazione da ossigeno a un ritmo accelerato. Pucci implora furiosamente Emporio di fermare Weather's Stand in modo che Made in Heaven possa completare il suo ciclo, altrimenti l'opera sarà vanificata e tutte le sue ambizioni vanificheranno. Emporio rifiuta, dichiarando che il destino lo ha già sconfitto poiché seguirà sempre la via della giustizia, e Weather's Stand prontamente trafigge Pucci a morte. Di conseguenza, l'effetto di Made in Heaven viene annullato e sia Pucci che il suo nuovo universo vengono cancellati dall'esistenza; ed Emporio si ritrova in una stazione di servizio. Incontra un autostoppista di nome Eldis e una coppia di nome Irene e Anakis, che sembrano essere rispettivamente le reincarnazioni di Ermes, Jolyne e Anasui. Irene si offre di portare Emporio e l'autostoppista con sé nel viaggio per incontrare il padre di Irene. Dopo aver visto la voglia a forma di stella di Irene, Emporio si presenta a lei in lacrime. Mentre guidano, danno anche un altro autostoppista che assomiglia a Weather Report. |                                                  |                   |